# Стефен Кари
Вордел Стефен Кари II (енгл. Wardell Stephen Curry II; Акрон, 14. март 1988) амерички је кошаркаш. Игра на позицији плејмејкера, а тренутно наступа за Голден Стејт вориорсе. На дресу носи број 30. Вориорси су га изабрали у првом кругу НБА драфта 2009. као 7. пика. Дана 14. децембра 2021. године постао је најбољи шутер свих времена, престигавши легендарног Реј Алена на вечној листи стрелаца. Одликује га погађање тројки из великих удаљености. 
Три сезоне је играо на Дејвидсон колеџу, где је наступао за екипу Дејвидсон вајлдкетса. Син је некадашњег професионалног кошаркаша Дела Карија, који је шеснаест сезона наступао у НБА лиги, у дресу Јуте, Кливленда, Шарлота, Милвокија и Торонта. Старији је брат Сета Карија, који је такође НБА играч.
Године 2015. на Ол-стару је победио у такмичењу у брзом шутирању тројки, освојио је први шампионски прстен са Голден Стејтом и проглашен за најкориснијег играча у сезони. Следеће сезоне, други пут је био најкориснији играч, а са 73 победе у 82 утакмице Вориорси су оборили рекорд чувене генерације Чикаго булса из сезоне 1995/96. Освојио је други шампионски прстен у сезони 2016/17. после трећег НБА финала у низу. У сезони 2017/18. освојио је трећи шампионски прстен са Голден Стејтом. Четврти шампионски прстен је освојио у сезони 2021/22. када је први пут проглашен за МВП НБА финала.
Држи рекорд НБА лиге по постигнутим тројкама у регуларној сезони и по укупно постигнутих у доигравању. Први је кошаркаш у историји који је постигао преко 400 тројки у регуларном делу сезоне. У тандему са клупским колегом Клејом Томпсоном, заједнички држе рекорд лиге по броју постигнутих тројки у регуларној сезони и добијају надимак Сплеш брадерс. Каријева игра се одликује веома прецизним шутом за три поена, по карактеристичном дриблингу и користећи одличан скок шут је у стању да веома брзо избаци лопту из руке приликом шута на кош.
Са сениорском репрезентацијом САД је освојио две златне медаље на Светским првенствима 2010. и 2014. Поједини кошаркашки стручњаци, колеге и навијачи сматрају да је Кари најбољи шутер у историји НБА лиге.

## Биографија
Кари је рођен у Акрону, држава Охајо. Одрастао је у Шарлоту, где је његов отац Дел провео 10 година играјући за екипу Шарлот хорнетса. Стеф и његов млађи брат Сет често су присуствовали на утакмицама када је играо њихов отац. Мајка Соња је играла одбојку на универзитету Вирџинија. Завршио је средњу школу у Шарлоту. Кари је желео да настави школовање на Вирџинија теку, матичном универзитету његових родитеља, али му нису понудили стипендију, па је изабрао Дејвидсон колеџ у Северној Каролини.
Млађи брат, Сет Кари, играо је кошарку и студирао на Универзитету Дјук, а у сезони 2013/14 био је играч Голден Стејта; од 2016. наступа за екипу Далас маверикса. Има и млађу сестру Сидел која тренира одбојку.
Дана 30. јула 2011. године, Кари се оженио са Ајишом Александар из Шарлота. Пар има две ћерке; Рајли која је рођена 2012, а друга кћерка Рајан 2015. године. Живели су у малом месту Оринда у Калифорнији, а затим су се преселили у Аламо.
Стефен Кари се изјашњава као хришћанин. На дресу носи број 30, у част свог оца који је такође играо с тим бројем док је био активан играч.

## Играчка каријера

### Средња школа
Иако низак растом, Кари одлучује да приступи Хришћанској средњој школи у Шарлоту. Са шутом од преко 48 процената и освојена три прстена, постао је вишеструки МВП, али ни то није било довољно да добије стипендију од престижнијих колеџа. Вирџинија хоукиси понудили су му улогу walk-on играча, што би практично значило да је играч који нема никакву шансу за добијање стипендије. Разочаран таквим односом који су имали према њему, одлучује да прихвати понуду Дејвидсона.

### Колеџ
Кари је провео три сезоне на Дејвидсон колеџу (2006—2009) где је наступао за екипу Дејвидсон вајлдкетса. Током три године студија на колеџу Дејвидсон, одиграо је 104 утакмице, са просеком од 25,3 постигнутих поена по утакмици. У првој сезони, Стеф је проглашен за најбољег почетника у Јужној конференцији, а у наредне две сезоне био је најбољи играч Конференције.
На својој другој колеџ утакмици против Мичиген Стејта, постигао је 32 поена, додао девет скокова и четири асистенције. Свеукупно, цела фрешмен сезона протекла је у његовим одличним играма. Вајлдкетси су остварили скор од 29—5, Стеф је био први стрелац тима са 21,5 поена по мечу, а други у целој Јужној конференцији. Поставио је NCAA рекорд за фрешмене по броју убачених тројки. Предводио је Дејвидсон до завршнице NCAA турнира у којој су поражени од Мериленда. Уврштен је на списак репрезентације САД за Светски шампионат за играче испод 19 година, који се 2007. године одржао у Новом Саду.
Вајлдкетси нису били миљеници жреба, али је Кари у својој другој години, играо одлично и углавном бележио преко 20 поена по мечу, што је било довољно за освајање конференције и пласман на NCAA турнир. Играјући против Гонзаге, Дејвидсон је забележио прву победу од 1969. године, а Стеф је са 40 постигнутих поена и шутом 8/10 за три био најефикаснији стрелац. У другој рунди завршног турнира савладан је Џорџтаун. Иако су целу утакмицу заостајали за ривалом, Кари је допринео победи са 25 поена. Дејвидсон колеџ пласирао се међу осам најбољих, где су их елиминисали Канзас џејхокси. Упркос поразу од Канзаса, Кари је освојио неколико престижних награда и оборио неколико рекорда.
Своју колеџ каријеру обележио је препознатљивим шутом и веома добрим процентима; тако је 18. новембра 2008. у утакмици против Оклахоме уписао лични рекорд од 44 постигнута поена. Биле су му потребне само 83 утакмице како би забележио више од 2.000 поена, а пропустио је само један меч свог Дејвидсона; имао је 30 утакмица на којима је бележио 30 и више поена, поставио је рекорд у броју постигнутих тројки свих времена те више појединачних рекорда током једне сезоне.
Дана 28. фебруара 2009. године, постао је водећи стрелац свих времена Дејвидсон колеџа, убацивши 34 поена против Џорџије. Дао је укупно 2.488 кошева и тако претекао Џона Гердија. У последњој колеџ години био је најбољи поентер NCAA и уврштен је у први тим лиге.
Колеџ је повукао из употребе дрес са његовим бројем 30 током 2022. године.
Колеџ статистика
| Сезона   | Тим                  | УТА | ПОЕ  | СКО | АСТ | УКЛ | БЛК | ПШ %  | 3П %  | СБ %  | МИН  | TO  |
| -------- | -------------------- | --- | ---- | --- | --- | --- | --- | ----- | ----- | ----- | ---- | --- |
| 2006—07  | Дејвидсон вајлдкетси | 34  | 21,5 | 4,6 | 2,8 | 1,8 | 0,2 | 0,463 | 0,408 | 0,855 | 30,9 | 2,8 |
| 2007—08  | Дејвидсон вајлдкетси | 36  | 25,9 | 4,6 | 2,9 | 2,1 | 0,4 | 0,483 | 0,439 | 0,894 | 33,1 | 2,6 |
| 2008—09  | Дејвидсон вајлдкетси | 34  | 28,6 | 4,4 | 5,6 | 2,5 | 0,2 | 0,454 | 0,387 | 0,876 | 33,7 | 3,7 |
| Каријера | Каријера             | 104 | 25,3 | 4,5 | 3,7 | 2,1 | 0,3 | 0,467 | 0,412 | 0,876 | 32,6 | 3,0 |

### НБА
2009—2014
На НБА драфту 2009, одабрали су га Голден Стејт вориорси као 7. пика. Потписао је четворогодишњи уговор вредан 12,7 милиона долара. У својој првој сезони уврштен је у најбољу петорку рукија. Стеф је одмах постао главни плејмејкер у тиму, a до тада највећа звезда Ратника — Монта Елис — вратио се на своју омиљену позицију бека. Дебитовао је за први тим 28. октобра 2009. против Хјустон рокетса. Почео је утакмицу у стартној петорци те за 36 минута игре постигао 14 поена, имао 7 асистенција и 4 украдене лопте. У мечу са Лос Анђелес клиперсима 10. фебруара 2010, Кари је имао најбољи учинак: постигао је 36 поена и направио први трипл-дабл у каријери. Учествовао је на Ол-стар викенду 2011. године и победио у такмичењу у вештинама, где играчи показују своје вештине у дриблингу, гађању, додавању, брзини и прецизности. Имао је најбољи проценат слободних бацања у лиги и поставио је нови рекорд Вориорса са 93,4%, чиме је надмашио Рика Берија који је имао 92,4%. Такође је добио награду за спортску личност сезоне 2010/11.
Током месеца маја 2011. године, Кари је морао на операцију зглоба десне ноге. Због повреде која га је мучила имао је слаб учинак, са просеком од 14,7 поена, 3,4 скокова, 5,3 асистенција те 1,5 украдених лопти.
Пре почетка сезоне 2012/13, Кари је продужио уговор са Голден Стејтом у вредности од 44 милиона долара на четири године. Током те сезоне је поставио рекорд НБА лиге по постигнутим тројкама у регуларној сезони (272). 28. фебруара 2013. године, у дворани Медисон сквер гарден у Њујорку, Кари је убацио 54 поена Њујорк никсима, од чега 11 тројки из 13 покушаја. Наредне године, Кари и саиграч Клеј Томпсон постављају заједнички НБА рекорд по постигнутим тројкама у сезони са 484, a због тога добијају надимак Сплеш брадерс. Голден Стејт је завршио регуларну сезону скором 47—35, изборио је доигравање и добио Денвер нагетсе у првом кругу. То је био први доигравање наступ Карија и већине његових саиграча. У полуфиналу су играли против Сан Антонио спарса; Кари је у првој утакмици серије постигао 44 поена, али су испали после шест одиграних утакмица. Уврштен је у најбољи други тим сезоне, а такође је по први пут учествовао на Ол-стар утакмици.
Први шампионски прстен, признања и рекорди

„Кари је Мајкл Џордан ове генерације — ми смо сви желели да будемо као Мајк, а данашња деца одрастаће гледајући Стефа.”

 — Џејсон Кид, бивши амерички кошаркаш
У сезони 2014/15, Кари је предводио Ратнике до прве НБА титуле од 1975. године. Голден Стејт је у финалу победио Кливленд кавалирсе укупним резултатом 4—2, а Кари је у финалној серији имао учинак од 26,0 поена, 5,2 скокова, 6,3 асистенција и 1,8 украдених лопти. Исте године именован је за најкориснијег играча лиге (МВП), а тим Вориорса уједно је забележио 67 победа, што је до тада било највише у историји франшизе. Оборио је претходни свој рекорд по постигнутим тројкама у регуларној сезони 9. априла 2015. године, а до краја сезоне је постигао 286 тројки. По први пут је изабран у најбољу петорку НБА лиге, а поред Леброна Џејмса добио је свих 129 гласова. На Ол-стару у Њујорку победио је у такмичењу у брзом шутирању тројки, поставивши нови рекорд од 27 поена.
Кари је наставио са добром игром и у сезони 2015/16, његов тим је нанизао 24 узастопне победе од почетка такмичења. Низ победа Голден Стејта је прекинут поразом од екипе Милвоки бакса, а Кари је био најефикаснији играч у свом тиму са 28 постигнутих поена. На утакмици против Бруклин нетса 14. новембра 2015. године, постигао је пет тројки те превазишао учинак свог оца Дела Карија. Дел је у целокупној каријери дао укупно 1.245 тројки, док је Стефен после утакмице са Нетсима на свом салду имао три тројке више од свог оца. У победи Ратника против Сакраменто кингса 28. децембра 2015. у Оракл арени, Стеф је забележио шести трипл-дабл у каријери; 23 поена, 14 асистенција и 10 скокова. На истој утакмици је дао невероватних 17 узастопних поена за три минута.
Кари је оборио још један рекорд НБА лиге на утакмици 25. фебруара 2016. против Орландо меџика, постигавши макар једну тројку у рекордној 128. утакмици у низу. На следећој утакмици против Оклахома Сити тандера, поново је оборио сопствени рекорд по броју постигнутих тројки у регуларном делу (288), притом са постигнутих 12 тројки на мечу се изједначио са Кобијем Брајантом и Донијелом Маршалом.
Кари је са Вориорсима наставио да исписује странице историје НБА лиге, победом против Мемфис гризлиса 125:104 (убацио 46 поена). На тај начин су оборили рекорд чувене генерације Чикаго булса из сезоне 1995/96 са остварена 73 тријумфа у регуларном делу сезоне. Постао је седми кошаркаш у „50—40—90 клубу”, а реч је о играчима који су у једној сезони имали проценат шута из игре већи од 50%, проценат шута за три већи од 40% и проценат слободних бацања већи од 90%. Чланови овог елитног НБА клуба су још само Лери Бирд, Марк Прајс, Реџи Милер, Дирк Новицки, Кевин Дурант и Стив Неш.
У четвртом мечу полуфинала доигравања против Портланда, Кари је у првом полувремену убацио само 13 поена, али је експлодирао у другом и поентирао када год је било потребно. Такође, оборио је рекорд и постао први играч који је у продужетку убацио 17 поена у НБА лиги. Кари је други пут у каријери освојио МВП награду, а постао је први играч у историји који је једногласно добио ово признање. Није успео да освоји други шампионски прстен, пошто је Голден Стејт пропустио вођство од 3−1 и поражени су у неизвесном НБА финалу од Кливленда са 3−4 у серији.
Други и трећи шампионски прстен
У сезони 2016/17, двоструки МВП лигашког дела најјаче лиге света убацио је рекордних 13 тројки (13/17) у тријумфу Голден Стејт вориорса над Њу Орлеанс пеликансима 116:106. Дана 4. новембра 2016. године није постигао ниједну тројку на мечу против ЛА лејкерса и тако прекинуо рекордни низ од 157 утакмица на којима је дао барем једну тројку. Погађао је за три поена у свакој регуларној сезони од 11. новембра 2014. Доласком Кевина Дурента из Оклахоме, знатно је ојачан тим из Оукленда. Био је један од најзаслужнијих, поред Дурента, за освајање другог шампионског прстена победом у финалу НБА лиге против Кливленд кавалирса са 4:1 у серији.
Његов агент Џеф Остин, почетком јула 2017. дао је изјаву медијима у којој је навео да је Кари постао најплаћенији играч у историји НБА. Потписао је нови петогодишњи уговор са Голден Стејтом вредан 201 милион долара и уједно је први кошаркаш са уговором од преко 200 милиона долара. Недељу дана касније Џејмс Харден је потписао уговор са Рокитсима од 208 милиона долара и тако претекао Карија.
Кари је 4. децембра 2017. постигао 2000−ту тројку у каријери и избио на осмо место свих времена. Због повреде је паузирао неколико недеља, а вратио се крајем децембра на паркет у победи Голден Стејт вориорса над Мемфис Гризлисима 141:128. Погодио је 10 од 13 шутева за три поена и прикупио 38 поена за само 26 минута на терену. Голден Стејт је изборио НБА финале против Кливленда, а Кари је у другој утакмици 3. јуна 2018. оборио и рекорд Реја Алена са девет тројки на једном мечу финалне серије НБА лиге. Освојио је трећи шампионски прстен са Голден Стејтом у сезони 2017/18, после победе над Кливлендом са 4:0 у финалној серији.
Четврти шампионски прстен, нови рекорди и МВП НБА финала
Кари је у победи Вориорса над Лос Анђелес Клиперсима (121:104) на старту доигравања у сезони 2018/19. надмашио рекорд Реја Алена по постигнутим тројкама у плеј−офу (386).
Дана 15. марта 2021. године, на утакмици против Лејкерса уписао је 3 асистенције, забележио укупно 4.886 асистенцију и тако постао најбољи асистент у историји Голден Стејта.
На утакмици против Њујорк никса 14. децембра 2021. године, постао је најбољи тројкаш НБА лиге. Претекао је Реја Алена на првом  месту који је постигао укупно 2.973 тројке. Кари држи рекорд по постигнутим тројкама укупно у НБА лиги, у регуларном делу сезоне и плеј офу.
Освојио је четврту титулу са Голден Стејтом у сезони 2021/22. победивши у финалу Бостон селтиксе са 4:2 у серији. Први пут је проглашен за МВП НБА финала.

### Репрезентација
Са јуниорском репрезентацијом САД, Стефен Кари је освојио сребрну медаљу на Светском првенству 2007. у Новом Саду. У финалу првенства, САД је поражен од домаћина Србије са 69—74.
За сениорску репрезентацију САД дебитовао је 2010. године. Освојио је две златне медаље на Светском првенству 2010. у Турској и на Светском првенству 2014. у Шпанији. На финалном мечу Светског првенства у Мадриду, против репрезентације Србије постигао је 10 поена.
Повукао се са списка играча репрезентације за Олимпијске игре 2016. у Бразилу, а као разлог је навео повреду десног колена и зглоба.

## Играчки профил
„Никада раније нисам видео никога као што је он у историји кошарке.”

 — Леброн Џејмс, амерички кошаркаш
Кари игра на позицији плејмејкера као организатор игре. Два пута је био МВП и два пута изабран у прву петорку НБА лиге. Од 2013. године, био је рангиран у првих десет играча у НБА, као део пројекта #NBArank медијске куће ЕСПН.
Од јануара 2015. године, био је други у историји НБА лиге по проценту шута за три поена. Користећи одличан скок шут, Кари је у стању да веома брзо избаци лопту из руке приликом шута на кош; при томе, додатни лук отежава противницима да га блокирају. Поред веома прецизног шута за три поена, један је од најбољих извођача слободних бацања и најбољи у историји франшизе Вориорса. Има одличан дриблинг приликом улаза под кош и веома добро погађа поене на други обруч поред много виших играча од себе. Многи кошаркашки аналитичари, коментатори те садашњи и бивши играчи сматрају да је Кари најбољи шутер свих времена.

## Успеси
"Било је и добрих и лоших тренутака. Тренутака у којима сам помишљао да одустанем. А онда схватиш да се сав труд исплати. То те натера да схватиш колико си благословен и захвалан на свему."

— Стеф Кари, након освајања МВП награде 2015.

### Клупски
- Голден Стејт вориорси:
  - НБА (4): 2014/15, 2016/17, 2017/18, 2021/22.

### Репрезентативни
- Светско првенство:  2010, 2014.
- Олимпијске игре:  2024.
- Светско првенство до 19 година:  2007.

### Појединачни
- Најкориснији играч НБА (2): 2014/15, 2015/16.
- Најкориснији играч НБА финала (1): 2021/22.
- Најкориснији играч финала Запада (1): 2022.
- НБА ол-стар меч (11): 2014, 2015, 2016, 2017, 2018, 2019, 2021, 2022, 2023, 2024, 2025.
- Идеални тим НБА — прва постава (4): 2014/15, 2015/16., 2018/19, 2020/21.
- Идеални тим НБА — друга постава (4): 2013/14, 2016/17, 2021/22, 2022/23.
- Идеални тим НБА — трећа постава (2): 2017/18, 2023/24.
- Победник НБА такмичења у брзом шутирању тројки (2): 2015, 2021.
- НБА спортска личност године: 2010/11.
- Идеални тим новајлија НБА — прва постава: 2009/10.

Награде
- награда за најбољег кошаркаша: 2015.[93]
- награда за најбољег спортисту: 2015, 2016, 2017.[94][95][96]
- Награда Асошијетед преса за најбољег спортисту године: 2015.[97]
- Награда „Меџик Џонсон“: 2016.[98]

## НБА статистика
| † | Означава сезону када је Кари освојио НБА титулу |
|   | Најбоље у лиги                                  |

#### Регуларна сезона
| Сезона   | Екипа        | ОУ  | СУ  | МПУ  | ПШ%  | 3П%  | СБ%   | СПУ | АПУ | УПУ | БПУ | ППУ   |
| -------- | ------------ | --- | --- | ---- | ---- | ---- | ----- | --- | --- | --- | --- | ----- |
| 2009/10  | Голден Стејт | 80  | 77  | 36.2 | .462 | .437 | .885  | 4.5 | 5.9 | 1.9 | .2  | 17.5  |
| 2010/11  | Голден Стејт | 74  | 74  | 33.6 | .480 | .442 | .934  | 3.9 | 5.8 | 1.5 | .3  | 18.6  |
| 2011/12  | Голден Стејт | 26  | 23  | 28.2 | .490 | .455 | .809  | 3.4 | 5.3 | 1.5 | .3  | 14.7  |
| 2012/13  | Голден Стејт | 78  | 78  | 38.2 | .451 | .453 | .900  | 4.0 | 6.9 | 1.6 | .2  | 22.9  |
| 2013/14  | Голден Стејт | 78  | 78  | 36.5 | .471 | .424 | .885  | 4.3 | 8.5 | 1.6 | .2  | 24.0  |
| 2014/15  | Голден Стејт | 80  | 80  | 32.7 | .487 | .443 | .914  | 4.3 | 7.7 | 2.0 | .2  | 23.8  |
| 2015/16  | Голден Стејт | 79  | 79  | 34.2 | .504 | .454 | .908  | 5.4 | 6.7 | 2.1 | .2  | 30.1  |
| 2016/17  | Голден Стејт | 79  | 79  | 33.4 | .468 | .411 | .898  | 4.5 | 6.6 | 1.8 | .2  | 25.3  |
| 2017/18  | Голден Стејт | 51  | 51  | 32.0 | .495 | .423 | .921* | 5.1 | 6.1 | 1.6 | .2  | 26.4  |
| 2018/19  | Голден Стејт | 69  | 69  | 33.8 | .472 | .437 | .916  | 5.3 | 5.2 | 1.3 | .4  | 27.3  |
| 2019/20  | Голден Стејт | 5   | 5   | 27.8 | .402 | .245 | 1.000 | 5.2 | 6.6 | 1.0 | .4  | 20.8  |
| 2020/21  | Голден Стејт | 63  | 63  | 34.2 | .482 | .421 | .916  | 5.5 | 5.8 | 1.2 | .1  | 32.0* |
| 2021/22  | Голден Стејт | 64  | 64  | 34.5 | .437 | .380 | .923  | 5.2 | 6.3 | 1.3 | .4  | 25.5  |
| Каријера | Каријера     | 826 | 820 | 34.3 | .473 | .428 | .908‡ | 4.6 | 6.5 | 1.7 | .2  | 24.3  |
| Ол-стар  | Ол-стар      | 8   | 8   | 27.0 | .433 | .405 | 1.000 | 5.6 | 5.8 | 1.4 | .3  | 22.5  |

### Плеј-оф
| Сезона   | Екипа        | ОУ  | СУ  | МПУ  | ПШ%  | 3П%  | СБ%  | СПУ | АПУ | УПУ | БПУ | ППУ  |
| -------- | ------------ | --- | --- | ---- | ---- | ---- | ---- | --- | --- | --- | --- | ---- |
| 2013     | Голден Стејт | 12  | 12  | 41.4 | .434 | .396 | .921 | 3.8 | 8.1 | 1.7 | .2  | 23.4 |
| 2014     | Голден Стејт | 7   | 7   | 42.3 | .440 | .386 | .881 | 3.6 | 8.4 | 1.7 | .1  | 23.0 |
| 2015     | Голден Стејт | 21  | 21  | 39.3 | .456 | .422 | .835 | 5.0 | 6.4 | 1.9 | .1  | 28.3 |
| 2016     | Голден Стејт | 18  | 17  | 34.3 | .438 | .404 | .916 | 5.5 | 5.2 | 1.4 | .3  | 25.1 |
| 2017     | Голден Стејт | 17  | 17  | 35.3 | .484 | .419 | .904 | 6.2 | 6.7 | 2.0 | .2  | 28.1 |
| 2018     | Голден Стејт | 15  | 14  | 37.0 | .451 | .395 | .957 | 6.1 | 5.4 | 1.7 | .7  | 25.5 |
| 2019     | Голден Стејт | 22  | 22  | 38.5 | .441 | .377 | .943 | 6.0 | 5.7 | 1.1 | 0.2 | 28.2 |
| 2022     | Голден Стејт | 22  | 18  | 34.7 | .459 | .397 | .829 | 5.2 | 5.9 | 1.3 | .4  | 27.4 |
| Каријера | Каријера     | 134 | 128 | 37.3 | .452 | .401 | .892 | 5.4 | 6.2 | 1.6 | .3  | 26.6 |

### Рекорди и достигнућа
- Највише постигнутих тројки у НБА
- Највише постигнутих тројки у регуларној сезони (402) — 2015/16.
- Највише постигнутих тројки у доигравању
- Највише постигнутих тројки у једном месецу (81) — јануар 2016.
- Највише постигнутих тројки на једном мечу финалне серије НБА лиге (9)
- Најбољи стрелац НБА лиге: 2016, 2021.[99]
- Највише украдених лопти: 2016.[100]
- Постигао барем једну тројку на 157 мечева у низу.[101]
- Једини играч у НБА историји који је освојио МВП награду једногласно — 2016.[102]
- Први играч који је у продужетку убацио 17 поена у НБА лиги.
- „50—40—90 клуб”: 2016.[60]

Остало
- Највише постигнутих поена: 54 против Њујорк никса.
- Највише скокова: 15 против Лос Анђелес Клиперса.[103]
- Највише асистенција: 16 — два пута.
- Највише украдених лопти: 7 против Минесота тимбервулвса.
- На листи укупно постигнутих тројки у регуларној сезони Кари је на трећем месту са 2483,[104] а у плеј−офу на првом месту са 386.[105]

### Трипл-дабл учинци Стефа Карија
| Број | Датум         | Противник                   | Резултат  | Поени | Скокови | Асистенције | Укр. лопти | Блокаде | Напомене       |
| ---- | ------------- | --------------------------- | --------- | ----- | ------- | ----------- | ---------- | ------- | -------------- |
| 1.   | 10. 2. 2010.  | Лос Анђелес клиперси        | П 132—102 | 36    | 10      | 13          | 3          | 0       | Руки сезона    |
| 2.   | 4. 11. 2013.  | Филаделфија севентисиксерси | П 90—110  | 18    | 10      | 12          | 5          | 1       |                |
| 3.   | 27. 12. 2013. | Финикс санси                | П 115—86  | 14    | 13      | 16          | 1          | 0       |                |
| 4.   | 28. 2. 2014.  | Њујорк никси                | П 103—126 | 27    | 11      | 11          | 0          | 1       |                |
| 5.   | 11. 4. 2014.  | Лос Анђелес лејкерси        | П 95—112  | 30    | 10      | 12          | 2          | 0       |                |
| 6.   | 28. 12. 2015. | Сакраменто кингси           | П 122—103 | 23    | 14      | 10          | 2          | 0       |                |
| 7.   | 22. 1. 2016.  | Индијана пејсерси           | П 122—110 | 39    | 10      | 12          | 1          | 0       |                |
| 8.   | 4. 6. 2017.   | Кливленд кавалирси          | П 132—113 | 32    | 10      | 11          | 1          | 0       | НБА финале 2—0 |
| 9.   | 20. 5. 2019.  | Портланд трејлблејзерси     | П 119—117 | 37    | 13      | 11          | 1          | 0       | НБА плеј−оф    |
| 10.  | 19. 10. 2021. | Лос Анђелес лејкерси        | П 121—114 | 21    | 10      | 10          | 3          | 0       |                |

- П — победио утакмицу
- И — изгубио утакмицу

- ажурирано 15. 12. 2021. (извор)

## Опрема
На почетку каријере Стефен је спонзорисао један од водећих произвођача спортске опреме — ; од 2013. године сарађује са произвођачем опреме . 2015. године, бренд Under Armour је избацио прву линију опреме . Како је Кари постао МВП лиге и један од најпопуларнијих спортиста на свету, порасла је продаја патика и остале опреме овог бренда.
Кари има уговор о спонзорству са још неколико предузећа: , Degree, Express, JBL, Kaiser Permanente, MoGo Sport, Muscle Milk и State Farm.

## Занимљивости
Стефенов млађи брат Сет носи исти број на дресу. Средином 2015. године дао је шампионски дрес који ће бити изложен у музеју меморијалног центра Дражена Петровића. У медијима су се појавиле занимљиве фотографије, на којима четворогодишњи Стеф Кари у наручју свог оца Дела, посматра некадашњег југословенског и хрватског кошаркаша Дражена Петровића.
Активан је на интернет друштвеним мрежама и једном приликом Кари је послао славном аргентинском фудбалеру Лионелу Месију свој дрес са бројем 30, честитајући му на тај начин рекордан број од 30 милиона пратилаца на Инстаграму. Године 2016. освојио је награду „Меџик Џонсон“, признање које НБА лига додељује играчима за најбољу комбинацију квалитета игре и достојанственог односа са медијима и јавношћу. Кари је страствени љубитељ голфа, који је играо у средњој школи, а често га игра и са саиграчем Анреом Игодалом.
У марту 2016. године музеј воштаних фигура Мадам Тисо у Сан Франциску је свечано открио Каријеву фигуру. Крајем августа 2017. био је гост фудбалског клуба Пари Сен Жермен на утакмици против Сент Етјена и том приликом је клупска телевизија направила посебан прилог о њему.